# Carl Heinrich Rahl

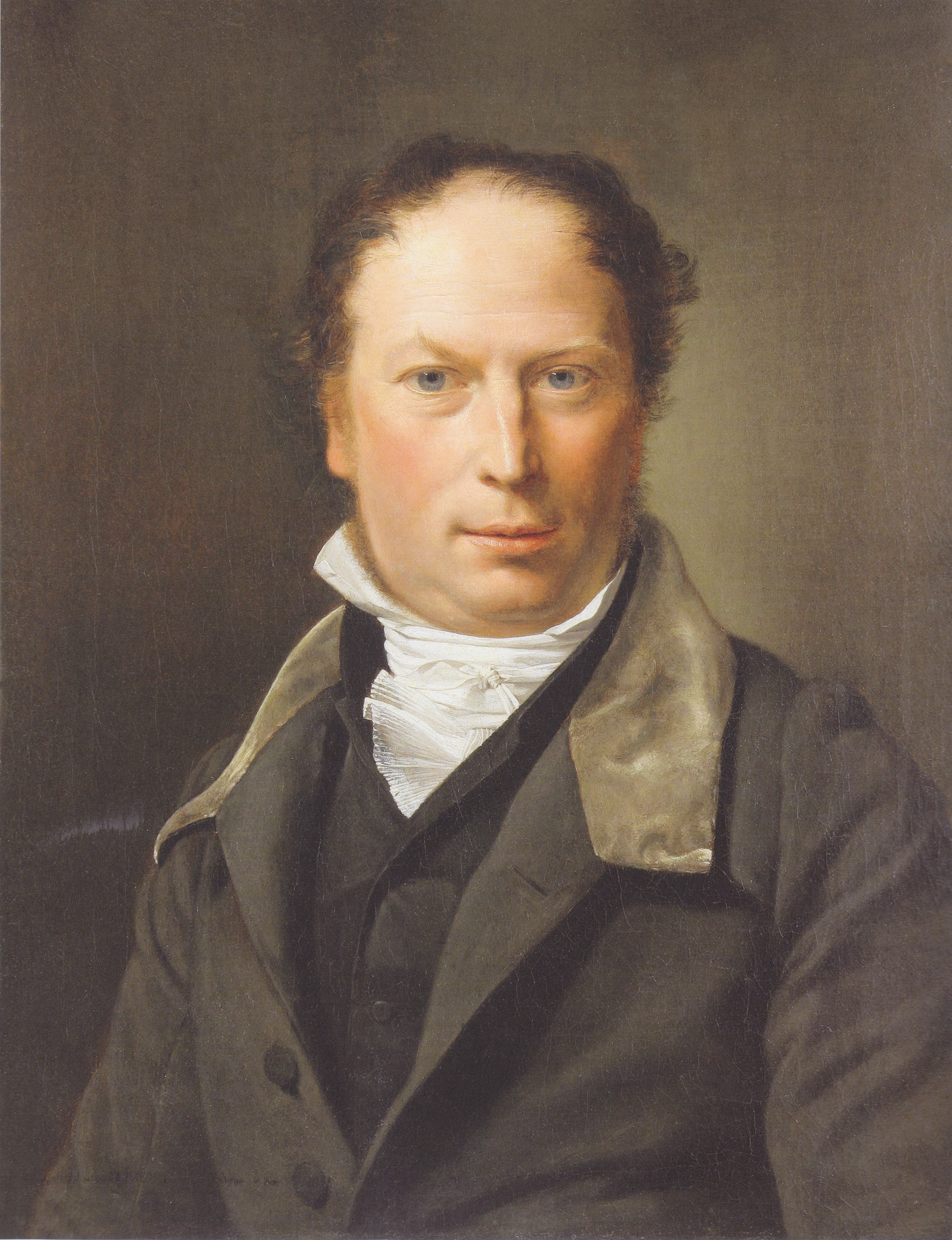
Ferdinand Georg Waldmüller: Carl Heinrich Rahl (1820)

Carl Heinrich Rahl (* 11. Juli 1779 in Hofen bei Heidelberg; † 12. August 1843 in Wien) war ein deutscher Maler, Radierer und Kupferstecher.

## Leben
Rahl, auch Carl Rahl der Ältere genannt, war der Sohn des Kattundruckers David Bernhard Rahl, der ihn zunächst bei einem Silberarbeiter in die Lehre gab, wo er das gravieren erlernte und zum Goldschmied ausgebildet wurde. Danach arbeitete er ih Heilbronn für das Schwäbische Industrie-Comptoir von Carl Lang. 1799 verlegte er seinen Lebensmittelpunkt nach Wien, wo er seine künstlerische Ausbildung absolvierte. Hier wurde er als Reproduktionsstecher bekannt. Rahl verliebte sich in Theres, die 25-jährige Tochter des Wiener Bürgers Lorenz, die er heiratete. 1812 wurde der Sohn Carl geboren.
Rahl wurde 1815 Mitglied der Akademie der bildenden Künste Wien und 1829 Kammerkupferstecher. Nach dem Tod Johann Friedrich Leybolds wurde er zunächst 1838 stellvertretender und 1840 ordentlicher Professor der Wiener Akademie. Er wollte seinen Sohn vor dem „unsicheren Dasein eines Künstlers bewahren“ und sah daher für diesen zunächst eine Ausbildung zum Kaufmann vor. Doch dessen zeichnerisches Talent und durch das beharrliche Drängen des Sohnes umgestimmt, wurde er dessen erster Lehrer und erlaubte ihm schließlich das Studium der Malerei zu ergreifen. Er wurde Radierer.

## Werke (Auswahl)

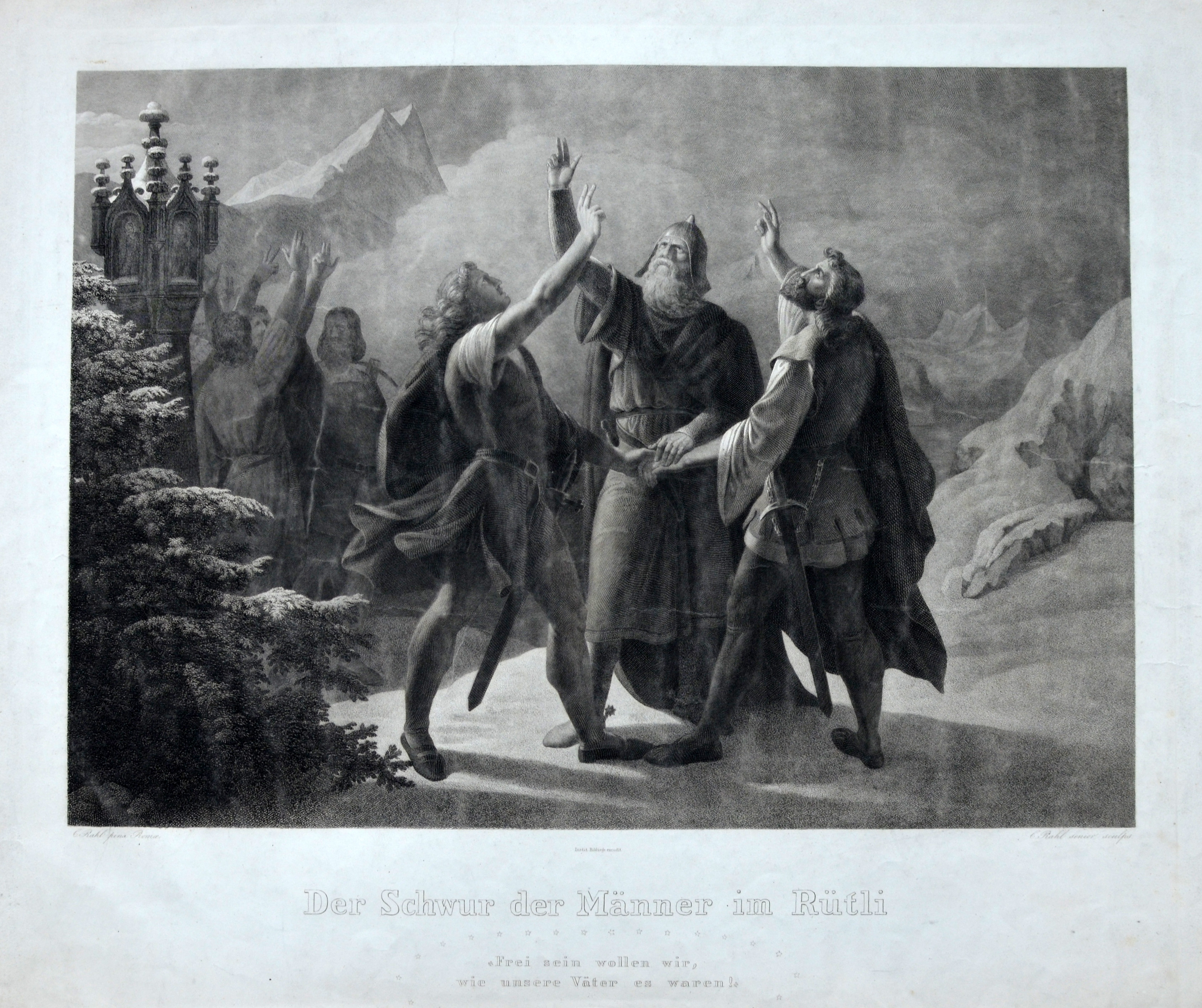
Der Rütlischwur Kupferstich

Rahl fertigte seine Werke sowohl nach den neueren als auch nach alten den Meistern, wobei er Porträts ebenso wie Landschaften und Historienbilder stach, beispielsweise das Bildnis La Présentation de Jésus au temple des Künstlers Fra Bartolommeo.
- Der Apfeldieb.
- Die Schweizer auf dem Rüttli im Jahr 1307. (in Stahl gestochen)

Zeichnungen oder Aquarelle
- Selbstbildnis Carl Rahl d. Ä., Kupferstecher. (Zeichnung)
- Selbstbildnis Carl Rahl d. A. (Aquarell)
- Portrait eines Mädchens. (Anna Rahl, im Alter von circa 6 Jahren)